# Leocratides filamentosus
Leocratides filamentosus är en ringmaskart som beskrevs av Ehlers 1908. Leocratides filamentosus ingår i släktet Leocratides och familjen Hesionidae. Inga underarter finns listade i Catalogue of Life.